# Valcheta (departement)
Valcheta is een departement in de Argentijnse provincie Río Negro. Het departement (Spaans:  departamento) heeft een oppervlakte van 20.457 km² en telt 4.946 inwoners.

## Plaatsen in departement Valcheta
- Aguada Cecilio
- Arroyo de La Ventana
- Arroyo Los Berros
- Chipauquil
- Nahuel Niyeu
- Paja Alta
- Sierra Pailemán
- Valcheta